# Маннонен, Олави
Олави Алексантери Маннонен (фин. Olavi Aleksanteri Mannonen; 7 марта 1930 — 17 марта 2019) — финский пятиборец, призёр Олимпийских игр.
Олави Маннонен родился в 1930 году в Выборге. В 1952 году в соревнованиях по современному пятиборью на Олимпийских играх в Хельсинки он завоевал бронзовую медаль в командном первенстве, а в личном стал 5-м. В 1955 году Олави Ваннонен завоевал серебряную медаль чемпионата мира. В 1956 году на Олимпийских играх в Мельбурне он завоевал серебряную медаль в личном первенстве, и бронзовую — в командном.